# Nyhems distrikt
Nyhems distrikt är ett distrikt i Bräcke kommun och Jämtlands län. Distriktet ligger omkring Nyhem i sydöstra Jämtland. 

## Tidigare administrativ tillhörighet
Distriktet inrättades 2016 och utgörs av Nyhems socken i Bräcke kommun.
Området motsvarar den omfattning Nyhems församling hade 1999/2000.

## Tätorter och småorter
I Nyhems distrikt finns en småort men inga tätorter. 

### Småorter
- Nyhem